# Jos de Klerk
Josephus (Jos) Cornelius de Klerk (Merksem, 8 januari 1885 – Haarlem, 5 november 1969) was een Belgisch-Nederlands componist, muziekpedagoog, dirigent en fluitist, die in de Eerste Wereldoorlog van België naar Nederland is gevlucht. Hij is de vader van de componist en organist Albert de Klerk.

## Levensloop
Hij was zoon van schoenmaker Adriaan De Klerk en Maria Gertrudis Elst. Hijzelf was getrouwd met Ludovica Maria Melania (Louise) van der Velde. Hij liet zich op de grens van 1935/1936 naturaliseren. De Klerk studeerde vanaf 1900 aan het Koninklijk Vlaams Conservatorium Antwerpen bij Theophile Anthoni (dwarsfluit), Henry Fontaine (zang), Ernest Van Dijck (opera) en bij Heinrich Zöllner (contrapunt en fuga). Verder was hij in enge contact met de operacomponist Jan Blockx. In Merksem richtte hij in 1902 de toneel- en letterkundige kring "De Nachtegaal" op.
Na zijn studies dirigeerde hij enkele Antwerpse muziekverenigingen, zoals de Sint-Bartholomeusharmonie (tweede dirigent) en het fanfareorkest van de Dam, een wijk in het Noorden van Antwerpen. In 1910 werd hij aangesteld als muziekleraar aan verschillende gemeentescholen.
In deze periode begon hij ook te componeren. Eerst schreef hij liederen en in de lente van 1914 begon hij met de opera Baas Gansendonck. Na het begin van de Eerste Wereldoorlog vluchtte hij met zijn gezin naar Nederland en vestigde zich in Haarlem. Daar werd hij dirigent van het kerkkoor aan de St. Josephkerk (1915-1932), waar Hendrik Andriessen tegelijkertijd organist was en met wie hij bevriend raakte. Verder kreeg hij een aanstelling als muziekleraar aan de Toonkunst Muziekschool (1916-1960) en hij werkte als muziekrecensent voor het Haarlems Dagblad (1916). Hij werd in Nederland genaturaliseerd. In 1918 was hij medeoprichter van de Nederlandse Klokkenspelvereniging en in 1919 voltooide hij zijn opera Baas Gansendonck naar het boek van Hendrik Conscience. Daarnaast schreef hij verschillende cantates over zowel Vlaamse als Nederlandse onderwerpen. Een hoogtepunt van zijn werk in Haarlem was zekerlijk de uitvoering van de Rubenscantate van Peter Benoit op de Haarlemse Grote Markt op 13 Juli 1936 met medewerking van naast alle Haarlemse zangverenigingen, de Haarlemse Orkest Vereniging, versterkt met blazers uit verschillende muziekkorpsen en de beiaard van de Grote of Sint-Bavokerk werd bespeeld door Staf Nees.
Jos de Klerk publiceerde een groot aantal artikelen over Nederlandse liederen en liedboeken en hij bracht heel wat gegevens aan het licht over het Haarlems muziekleven in de loop der tijden. Onder de titel Van Harmonie tot Philharmonie heeft hij de geschiedenis beschreven van het Noordhollands Philharmonisch Orkest vanaf de oprichting in 1813 tot 1963. Hij ontving de herdenkingsmedaille van de gemeente Merksem en werd benoemd tot Ridder in de Orde van Oranje-Nassau. In 2022 werd zijn archief met muziekhandschriften en -uitgaves, correspondentie en programma's ondergebracht, in de Collecties Nederlands Muziek Instituut in het Haags Gemeentearchief.

## Composities

### Werken voor orkest
- - Intrada, voor koperblazers en orkest

### Werken voor harmonieorkest
- 1912: - Concertino, voor trompet en harmonieorkest - opgedragen aan: Jos. Vennix
- 1965: - Jubilo con Allegrezza, voor harmonieorkest

### Missen en andere kerkmuziek
- 1922: - Missa in honorem San Francisci Assisiatis, voor driestemmig gemengd koor (STB) en orgel - Opgedragen aan de zusters Franciscanessen der Maria-school te Haarlem
- 1923: - Wij armen..., kerstzang voor zangstem en piano - tekst: Anton van de Velde
- 1924: - Geloovig liedeken aan den Heiland, voor zangstem en piano - tekst: Anton van de Velde
- 1928: - O quam suavis est (O hoe zoet is), voor gemengd koor
- 1928: - Vrede, motet voor gemengd koor - tekst: Dirck Raphaelsz. Camphuysen
- 1934: - Ecce sacerdos magnus, voor driestemmig mannenkoor en orgel
- 1940: - Kinder-kerstlied, voor zangstem en piano - tekst: Anton van de Velde
- - Heer Jesus heeft een hofken, voor driestemmig meisjeskoor, 2 violen, cello, 2 dwarsfluiten en piano
- - Missa in honorem Sancti Josephi, voor 2 zangstemmen en orgel
- - O wondenhart in As majeur, voor zangstem en piano - tekst: A. van Delft

### Muziektheater

#### Opera
| Voltooid in | titel            | aktes       | première                                  | libretto                                              |
| ----------- | ---------------- | ----------- | ----------------------------------------- | ----------------------------------------------------- |
| 1914-1919   | Baas Gansendonck | 3 bedrijven | 4 december 1919, Antwerpen, Vlaamse Opera | Willem Taeymans, naar het boek van Hendrik Conscience |

#### Toneelmuziek
- 1926: - Lotje, prettig speel-verhaaltje in 3 delen - tekst: Anton van de Velde
- 1932: - Radèske - 'n kwajongensspel, in 3 bedrijven, 5 taferelen - tekst: Anton van de Velde
- 1935: - Eeuwfeest der Zusters Franciscanessen van Heijthuijsen, 1835-1935 : God zal er in voorzien, een klein volksch wisselspel voor leek en kloosterling - tekst: Anton van de Velde
- 1943: - Passio Christi - het spel van den heiligen kruisweg - tekst: Anton van de Velde
- 1944: - Sinte Lutgardis, lyrisch speeltje van gelovige stemming in vier delen - tekst: Anton van de Velde
- 1947: - Perle-Fine - 'n zonnige sproke met zang en dans voor de jonkheid (samen met: Albert de Klerk) - tekst: Anton van de Velde

### Vocale muziek

#### Cantates
- 1937: - Zo zong de Gouden Eeuw, cantate voor gemengd koor, orkest en beiaard
- 1945: - Herboren Holland, cantate - tekst: Jaap Moulijn
- - Aan Nederland, cantate voor solisten, koren en orkest - tekst: Johan de Maegt
- - Priester-cantate - Cantate pour la fête d'un prêtre, cantate voor bariton, vijfstemmig gemengd koor (STTBB) en orgel (In memoriam J.M.L. Keuller) - tekst: Chr. Mertz
- - Vlaanderens herwording, cantate

#### Werken voor koor
- 1918: - Aan Nederland, lied voor unisono koor en piano - tekst: Johan de Maegt
- 1928: - De conducteur, voor mannenkoor - tekst: Nicolaas Beets - opgedragen aan: Onderling Hulpbetoon's Mannenkoor te Zandvoort
- 1932: - Jan Lijmpot, voor kinderkoor - tekst: Pol de Mont - Lentezangen: nieuwe melodieën voor het lager onderwijs en kinderzangkoren
- 1932: - Hans en Grietje, voor kinderkoor - tekst: Anton van de Velde - Lentezangen: nieuwe melodieën voor het lager onderwijs en kinderzangkoren
- 1932: - Karmkindeke, voor kinderkoor - tekst: René de Clercq - Lentezangen: nieuwe melodieën voor het lager onderwijs en kinderzangkoren
- 1932: - Lente komt, voor kinderkoor - tekst: David Tomkins - Lentezangen : nieuwe melodieën voor het lager onderwijs en kinderzangkoren
- 1932: - O nacht, o blijde nacht, voor kinderkoor - tekst: Justus de Harduyn - Lentezangen: nieuwe melodieën voor het lager onderwijs en kinderzangkoren
- 1955: - Zingen, drie tweestemmige liederen voor de jeugd voor tweestemmig kinderkoor en piano
  1. Zingen - tekst: Marie Koenen
  2. Vlag in de wind - tekst: van de componist
  3. Wandellied - tekst: Pol de Mont
- 1957: - Die nachtegael vant cruyce, voor gelijke stemmen en piano - tekst: uit "Een devoot en profitelyck boecxken"
- - De Fluit van Pan, voor mannenkoor en dwarsfluit
- - Drang naar schoonheid, voor gemengd koor
- - Musica, een const uit gratie, vierluik
- - Volksliederen uit Bohemen, voor gemengd koor
  1. Boertje (Sedlák, sedlák)
  2. Zie ik u... (Kdyz te vidím, má panenko)
  3. Boer Jan (Sel sedlák)
  4. Wiegelied (Hajej, muj andilku)
  5. Neen, mijn beste Piet... (Este me nemás)
- - Weer 't paradijs, voor gemengd koor - tekst: Pol de Mont - Opgedragen aan de directeur, bestuur en leden van het Haarlemsch Gemengd Koor Polyhymnia

#### Liederen
- 1914: - Wiegelied in F majeur, voor zangstem en piano - tekst: Hélène Swarth
- 1916: - Het liedje van den IJzer-ring, voor middenstem en orkest (of piano) - tekst: Johan de Maegt
- 1918: - Aan Nederland, lied voor middenstem en piano - tekst: Johan de Maegt
- 1918: - Naar Bethlehem, lied voor lage- of middenstem met orgelbegeleiding (of orkest) - tekst: Chr. Mertz
- 1920: - O gulden hoofd, voor zangstem en piano - tekst: Guido Gezelle
- 1922: - Drie kleutertjes in G majeur, voor zangstem en piano - tekst: S. Maathuis-Ilcken
- 1929: - In 't kleine stalleken ... in As majeur, voor zangstem en piano - tekst: Anton van de Velde
- 1929: - Ons hoveken in As majeur, voor zangstem en piano - tekst: Anton van de Velde
- 1929: - Vlaamsch moederken in D majeur, voor zangstem en piano - tekst: Chr. Mertz
- 1944: - Kerstmis 1944, voor zangstem en piano - tekst: Jaap Moulijn
- - De vink, voor zangstem en piano - tekst: Lambrecht Lambrechts
- - Ik weet een huisje staan, voor zangstem en piano - tekst: Theodoor Sevens
- - Wie kan u ooit vergeten?, voor zangstem en piano

### Kamermuziek
- 1912: - Concertino, voor trompet en piano
- 1953: - De rattenvanger van Hameln, voor dwarsfluit en piano
- - Intrada, duo voor 2 blaasinstrumenten
- - Kleine partita op oud-Nederlandse volksmotieven, voor 2 klarinetten (of 2 gelijke saxofoons)

### Werken voor beiaard
- 1920: - Dansje

## Publicaties
- Uit de schatkamer der Oud-Nederlandse polyphonie, Hilversum: Intern. Muziekuitg. "Harmonia-uitgave", 1949. 96 p.
- Nederlandse orgelpracht, Haarlem : Tjoenk Willink, 1961. 190 p.
- Van harmonie tot philharmonie - verleden en heden van het Noordhollands Philharmonisch Orkest 1813-1963, Haarlem: Gottmer, 1963. 71 p. - met illustraties door Lily van Cleeff
- Haarlems muziekleven in de loop der tijden, Haarlem: H.D. Tjeenk Willink, 1965. 365 p.; ook in Duitse vertaling: Das Musikleben in Haarlem im Lauf der Zeit
- samen met Karel Philippus Bernet Kempers, Marius Flothuis, Hendrik Andriessen, Willem Andriessen, A. B. M. Brans, Albert Goldberg, Guillaume Landré, Wouter Paap, Thomas Russell: Eduard van Beinum, Haarlem : J. H. Gottmer, (zonder datum), 116 p.